# Oldenlandia tetrangularis
Oldenlandia tetrangularis är en måreväxtart som först beskrevs av Pieter Willem Korthals, och fick sitt nu gällande namn av Elmer Drew Merrill. Oldenlandia tetrangularis ingår i släktet Oldenlandia och familjen måreväxter. Inga underarter finns listade i Catalogue of Life.